# Legacy of the Nephilim
Legacy of the Nephilim è il terzo album della black metal band polacca Hell-Born.

## Disco
Composto da 9 brani, è il primo (ed unico) album col batterista Krzysztof Jankowski, ingaggiato in sostituzione di Sebastian Łuszczek, il quale aveva lasciato la band all'inizio del 2003, poco prima dell'inizio della fase di registrazione.

## Tracce
Testi e musiche di Baal Ravenlock.
1. Supreme Race – 4:23
2. Devourer of Souls – 5:24
3. Brimstone Lakes of Pandemonium – 3:59
4. Lucifer – 4:46
5. Phantom Infernal – 4:37
6. The Art of Necromancy – 3:49
7. Guardians of the Daemongate – 4:22
8. Legacy of the Nephilim – 3:09
9. Blacklight of Leviathan – 6:04

## Formazione
- Baal Ravenlock – voce, basso
- Les – chitarra solista, cori
- Jeff – chitarra ritmica, cori
- Mały – batteria